# Сімейні справи Гаюрових
«Сімейні справи Гаюрових» — радянський двосерійний художній телефільм-драма 1975 року, знятий кіностудією «Таджикфільм». Прем'єра по телебаченню відбулася 26 травня 1976 року (Москва).

## Сюжет
У горах Таджикистану йде масштабне будівництво гідроелектростанції. Припинені будівництва планових об'єктів. На будівництві течія кадрів, проблеми з житлом, з постачанням. Неподалік в гірському кишлаку спокійно живе сім'я Гаюрових. Батько родини Гаюрових Вахід вже два роки як став вдівцем, і переживає що молодший син Каміл Вахідович досі не одружений. Батько йде до старшого сина начальника будівництва Боїра на роботу, повідомити про приїзд сестри Рукії, але побачивши складності на роботі передає інформацію через секретаря. Старший син теж досі неодружений і не живе вдома через перевантаження на роботі. Директор недобудованої школи Айша Сафарова приходить на прийом до Боїра Вахідовича з претензіями, але у нього раптово з'являються до дівчини теплі почуття. Каміл доглядає за дочкою парторга Галею. Парторг Андрій Сергійович Горбунов пред'являє претензії начальнику будівництва Боїру і постачальнику Халілу Шакірову. Галя працює в школі разом з Айшою Сафаровою. Айша на своїх уроках з літератури талановито пов'язує поезію Олександра Пушкіна з таджицьким поетом Фірдоусі. Боїр вирішує одружитися з Айшею. Каміл вирішує одружитися з Галею. Галя виявляється не рідною донькою парторга… Айша втекла від чоловіка зі складним характером і тепер боїться владних чоловіків. У Боїра теж особисте життя в минулому не склалося — дружина і дитина померли в один день. У планах будівництва знести кишлак в якому живе сім'я Гаюрових і побудувати на його місці місто. Каміл і Галя запланували весілля через тиждень, але раптова аварія на будівельній ділянці забирає життя Каміла і замість весілля всі збираються на похорон. Після смерті молодшого брата середній син Мансур приймає рішення продовжити справу брата і влаштовується на будівництво в бригаду скелелазів. Галя їде на «ЛіАЗі» інтуриста, батько Каміла проводжаючи її говорить що у неї тепер є ще один будинок куди вона може повернутися.

## У ролях
- Назаршо Гульмамадов — ветеран Вахід Гаюров, батько сім'ї
- Ато Мухамеджанов — начальник будівництва Боїр Вахідович Гаюров
- Хушназар Майбалієв — молодший брат Каміл Вахідович Гаюров
- Світлана Тома — Айша Сафарова, директор сільської школи
- Михайло Кузнецов — парторг Андрій Сергійович Горбунов
- Гурміндж Завкибеков — постачальник Халіл Шакирович Шакиров
- Євгенія Аргуновська — Катерина Горбунова, дружина парторга
- Людмила Єфименко — Галя, дочка парторга Галина Андріївна Горбунова
- Парвіз Назаров — Парвіз Гаюров
- Надія Рєпіна — Налимова
- Асал Саодатова — сестра Рукія Вахідівна Гаюрова
- Віктор Косенко — бригадир скелелазів Налимов
- Курбанусейн Майбалієв — Мансур Гаюров
- Лія Комлякова — епізод
- Валерій Янклович — епізод
- Мушарафа Касимова — епізод
- Фаррух Касимов — епізод

## Знімальна група
- Режисер: Валерій Ахадов
- Сценаристи: Фатех Ніязі, Аркадій Стругацький
- Оператор: Давлатназар Худоназаров
- Художник: Леонід Шпонько